# 미하일 이폴리토프이바노프

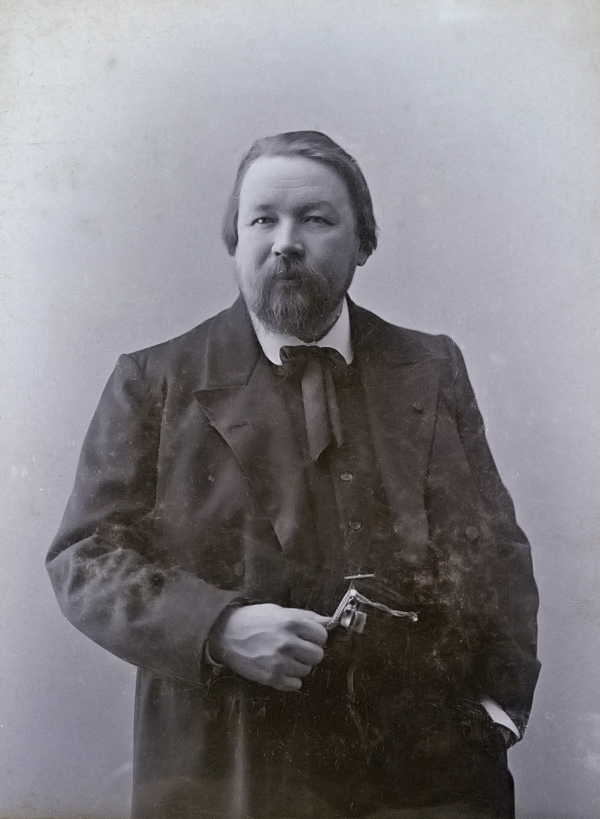
미하일 이폴리토프이바노프

미하일 미하일로비치 이폴리토프이바노프(러시아어: Михаил Михайлович Ипполитов-Иванов, 1859~1935)는 1859년 11월 19일 상트페테르부르크 근방의 가치나라는 곳에서 태어나서 1935년 1월 28일 모스크바에서 별세하였다. 어릴 적부터 음악에 재능을 보였으며, 1872년부터 1875년까지 상트페테르부르크의 이사키예프 성당 부속의 아동합창대를 위한 음악교실에서 배웠다. 그리고 16세 때에 상트페테르부르크 음악원에 장학생으로서 입학하고, 1882년에 림스키코르사코프의 작곡반을 우등으로 졸업하였다. 졸업 후 티플리스(지금의 트빌리시)에서 음악활동을 개시하여 우선 음악학교를 설립하고, 차이콥스키와 림스키코르사코프의 가극을 지휘하여 상연하였다. 1879년에는 발라키레프의 음악모임에 참가했고, 알렉산드르 보로딘과도 친해졌으며, 1885년부터는 차이콥스키와도 사귀었다. 1893년까지 티플리스에서 살면서 조지아 민족음악을 연구하였다. 1893년, 모스크바 음악원 교수, 1906년에는 원장이 되었고, 1917년 이후 음악원 총장이 되었다. 1925년 이후 볼쇼이 극장의 지휘자가 되고, 새로 편곡된 《보리스 고두노프》를 상연하였다. 작품에도 관현악곡, 오페라, 가곡, 합창, 실내악곡 등이 있는데,  관현악곡 《카프카스의 풍경 모음곡 1번》(1894)과 《모음곡 2번 '이베리아(Iveria)'》(1896)는 잘 알려져 있다.

## 주요 작품

### 관현악
- 봄 서곡 Op.1(1881)
- 카프카스 풍경 모음곡 1번 Op.10(1894)
- 카프카스 풍경 모음곡 2번 “이베리아(Iveria)” Op.42(1896)
- 교향곡 1번 마단조 Op.46(1907)
- 아르메니아 광시곡 Op.48(1895)
- 볼가 강에서 Op.50(1910)
- 터키 행진곡 Op.55(1926)
- 오시안의 노래로부터 Op.56(1925)
- 터키 단편 Op.62(1930)
- 투르크메니스탄의 초원에서 Op.65(1935)
- 우즈베키스탄에서 온 음화(音畫) Op.69(1935)
- 교향곡 2번 “카렐리아” (1935)
- 카탈란 모음곡 Op.79(1932)

### 협주곡
- 발랄라이카와 관현악을 위한 ‘마을의 저녁’ Op.64(1934)

### 실내악
- 바이올린 소나타 Op.8(1895)
- 피아노 4중주 Op.9(1895)
- 현악 4중주 가단조 Op.13(1894)
- 조지아의 저녁(플루트, 오보에, 클라리넷, 바순, 하프) Op.69a(1935)

### 피아노
- 5개의 작은 소품 Op.7(1885)

### 독창, 가곡
- 10개의 어린이의 노래 Op.3(1881)
- 7개의 노래 Op.4(1881)
- 4개의 로망스 Op.5(1886)
- 12개의 조지아 민요 Op.14(1895)
- 6개의 노래 Op.14a(1896)
- 3개의 노래 Op.15(1896)
- 6개의 로망스 Op.21(1897)
- 6개의 로망스 Op.22(1897)
- 4개의 노래 Op.31(1901)
- 5개의 노래 Op.44(1909)
- 교향시 ‘노비스’ Op.54(1923~4)
- 3개의 노래 Op.58(1925)
- 4개의 시 Op.68(1935)

### 합창
- 알리스탄 발라드 Op.15a(1896)
- 5개의 특색을 이루는 그림 Op.18(1897)
- 5개의 합창 Op.32(1901)
- 고골 100주기 칸타타 Op.47(1909)

### 오페라
- 룻 Op.6(1883~6)
- 아샤 Op.30(1900)
- 반역 Op.43(1908~9)
- 마지막 방책(防柵) Op.74(1933)